# Nyköpings SK
Le IK Nyköpings Hockey était un club de hockey sur glace de Nyköping en Suède.

## Historique
Le club est créé en 1990, d'une fusion de Nyköpings BIS et Nyköpings HL. En 1991, il accède à la deuxième division. Relégation en 2008.

## Palmarès
- Aucun titre.